# Lieferinge
Depuis 1977, Lieferinge est une section de la ville belge de Ninove dans le Denderstreek située en Région flamande dans la province de Flandre-Orientale. C'était une commune à part entière avant la fusion des communes de 1977.
Lieferinge est située dans le Pajottenland.

## Démographie

### Évolution démographique
- Sources : INS, Rem. : 1831 jusqu'en 1970 = recensements, 1976 = nombre d'habitants au 31 décembre[2].

## Curiosités
- L’église gothique Notre-Dame.
- Le moulin ter Zeven Wegen.
- Kermesses le 1er dimanche de juillet et d’octobre.

## Liens externes

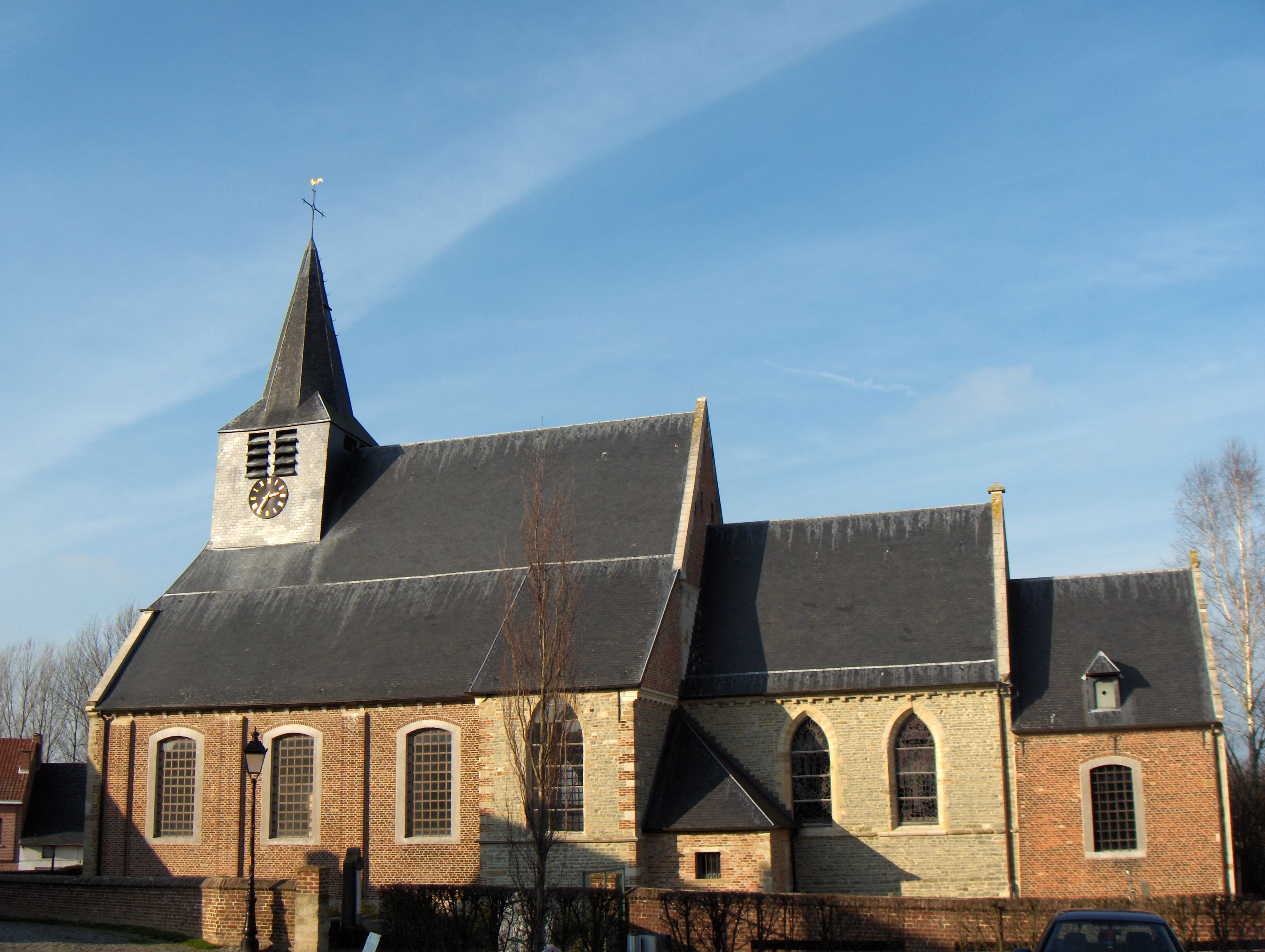
L'église Notre-Dame